# La Peseta (metrostation)
La Peseta is een metrostation in het stadsdeel Carabanchel van de Spaanse hoofdstad Madrid. Het station werd geopend op 18 december 2006 en wordt bediend door lijn 11 van de metro van Madrid.